# André Blavier
Pour les articles homonymes, voir Blavier.
André Blavier, né le 23 octobre 1922 à Verviers et mort le 12 juin 2001 dans la même ville, est un critique littéraire et pictural ainsi qu'un poète belge d'expression française. Il fut membre du Collège de 'Pataphysique et de l'Oulipo.

## Biographie
Issu d'une famille ouvrière, André Blavier, homme à la pipe légendaire comme Simenon, a épousé Odette, dite Odette Blavier, auteur de textes, collages, et traductrice de l'allemand (notamment Les Aventures du baron de Münchhausen, de Carl Leberecht Immermann. Ed. Cartouche).
Sa découverte de Raymond Queneau bouleverse sa vie. Ses lectures des romans Le Chiendent et Les Enfants du limon sont décisives. « Queneau m'a permis d'échapper au désespoir et au suicide que j'envisageais dans les années 1942-43… Je ne peux pas dire que j'avais lu tous les livres, mais la chair était déjà lasse, et tout m'ennuyait ». Une amitié et une correspondance assidue vont lier les deux hommes. Il est le créateur du Centre de documentation Raymond Queneau de Verviers, qui devient opérationnel en 1976, à la mort de ce dernier.
Il est coopté à l'Oulipo comme correspondant étranger en 1961, organise les visites de l'Oulipo à Verviers en 1964 et à l'exposition Europalia de Bruxelles en 1974.
Bibliothécaire communal de Verviers, spécialiste de René Magritte — il organise à Verviers au début des années 1950 une exposition du peintre —, il fonde en 1952, avec Jane Graverol, la revue Temps mêlés, dont il éclaire ainsi le titre : « Le mois est haïssable et la faim du moi difficile. Nous déclarons les temps mêlés. » Cette revue parut pendant vingt-cinq ans (150 numéros) : elle permit de découvrir ou faire mieux connaître en Belgique des artistes et des auteurs comme Magritte, René Crevel, Raymond Queneau, Boris Vian ou Eugène Ionesco. André Blavier fit découvrir aussi des peintres naïfs et d'avant-garde, ou encore le peintre Maurice Pirenne.
Son ouvrage de référence, considéré comme incontournable, reste Les Fous littéraires,, compilation sur les fous littéraires et les excentriques de la littérature (Veyrier, 1982). Selon lui, le terme « fou » ne comporte rien de péjoratif. Parmi ces « fous littéraires » figurent Joseph Bouzeran, Charles Callet, Charles-Joseph de Grave, J.-M. Boisseau, Auguste Boncors, Jacques Lambrecht, sir Jean George Tollemache Sinclair...
Il rédige aussi en alexandrins une ode à la femme dépassant en nombre de vers la Chanson de Roland, Le Mal du pays ou les travaux forc(en)és (La Pierre d'Alun, 1983) qu’il qualifie d’épopée morale et pornographique. Pessimiste drôle, Blavier reçoit en 1977 le grand prix de l’humour noir Xavier-Forneret pour Occupe toi d'homélies. Une de ses dernières œuvres est La Nuit du 6 au 7, court métrage de 'Pataphysique élémentaire avec Cécile de France, réalisé par Patrice Bauduinet.
Wallon convaincu, il signe le Manifeste pour la culture wallonne en 1983.
Il est inhumé à Verviers.

## Distinctions
Ses distinctions en disent long sur le caractère pataphysicien du personnage et de ses activités : Satrape du Collège de 'Pataphysique, Membre emphytéote et correspondant réel du Collège de 'Pataphysique, Commandeur requis de l’ordre de la Grande Gidouille, correspondant à l’étranger de l’Oulipo, certifié du Débonnaire Séminaire Quercicanin, chamelier des Arts et Lettres, membre de la Libre Académie de Belgique, de la Confrérie des Chevaliers du Taste-Fesses et de diverses sociétés badines et/ou savantes, dont la Société des Amis de Fantômas, Grand Patacon de l'Empire Impérial, Officier de l'Ordre des Arts et des Lettres et, accessoirement Chevalier de l'Ordre de Léopold.

## Œuvres
- Catalogue des manuscrits de la bibliothèque de la ville de Verviers, Verviers, 1950-1960
- Sept graphismes colorés, Verviers, Temps mêlés, 1954 (sous le nom d'André Dodet)
- La Roupie de cent sonnets, Verviers, Temps mêlés, 1955
- Maurice Pirenne le peintre Malvaux, 1954
- Catalogue du Fonds Weber, Verviers, Administration, 1959
- De quelques inventions belges utiles et « tolérables », Verviers, Temps mêlés, 1960
- Va savoir, Charleville, La manufacture, 1960 (préface d'Isidore Bernhart, frontispice de Louis Clénot)
- L’Ubu rwè mètou è lidgwès, Ubu roi d'Alfred Jarry traduit en Wallon liégeois, Aa Editions, 1970
- Occupe-toi d'homélies : fiction policière et éducative, Paris, Cheval d'attaque, 1976. Réédition au format de poche avec une préface de Jacques Bens et une lecture de Claude Debon, Bruxelles, Labor (collection Espace Nord), 1991
- Écrits complets de René Magritte, Paris, Flammarion, 1979
- Les Fous littéraires, Paris, Veyrier, 1982. Réédition : Paris, Édition des Cendres, 2000
- Cinémas de quartier, suivi de La Cantilène de la Mal-baisée avec les remembrances du vieux barde idiot, et d'une Conclusion provisoire, Plein Chant, 1985
- Le Mal du pays ou Les travaux for(ce)nés, 1986
- Lettres croisées, 1949-1976. André Blavier, Raymond Queneau, correspondance présentée et annotée par Jean-Marie Klinkenberg, 1988
- À propos des Fous Littéraires, Éditions des Cendres, 2001
- Le Don d’Ubuquité [sic], Didier Devillez Éditeur, 1997
- Le Mal du pays ou les travaux forc(en)és, Éditions Yellow Now, 1993
- La Nuit du 6 au 7, avec Patrice Bauduinet, Éditions Yellow Now / PBC pictures, 2003

## Cinéma
- La Nuit du 6 au 7 (2000/2003), court métrage de pataphysique élémentaire, coréalisation : Patrice Bauduinet, PBC pictures, « site ouèbe du film »

## Expositions
- André Blavier, le don d'Ubuquité [sic], 1997, La Bellone, Bruxelles
- A. & O. Blavier - Soyez réalistes demandez l'impossible, printemps 1997, la Villa Pelsser, Henri-Chapelle